# Ertaç Özbir
Ertaç Özbir (* 25. Oktober 1989 in Seyhan) ist ein türkischer Fußballspieler.

## Karriere

### Vereinskarriere
Ertaç Özbir begann mit dem Fußballspielen mit 14 Jahren in der Jugendabteilung von Sincan Belediyespor und wechselte vier Jahre später in die Jugend von Beypazarı Şekerspor. Im Februar 2009 erhielt er von seinem Verein einen Profivertrag und war fortan Teil des Profi-Kaders. Sein Profidebüt gab er etwa ein Jahr später am 14. Februar 2010 im Ligaspiel gegen Tokatspor.
Zur Spielzeit 2010/11 verpflichtete ihn der türkische Erstligist Kasımpaşa. Hier spielt er überwiegend für die Reservemannschaft und kommt als dritter Torwart für die Profis zum Einsatz. Sein Debüt in der Süper Lig gab er am 3. Oktober 2010 gegen Antalyaspor.
Zur Saison 2015/16 wechselte er zum Zweitligisten Yeni Malatyaspor.

#### Nationalmannschaftskarriere
Ertaç Özbir spielte 2010 einmal für die türkische U-21 Jugendmannschaften.

## Erfolge
Mit Kasımpaşa Istanbul
- Playoff-Sieger der TFF 1. Lig und Aufstieg in die Süper Lig: 2011/12

Yeni Malatyaspor
- Vizemeister der TFF 1. Lig und Aufstieg in die Süper Lig: 2016/17